# Retrato de Francesco Giamberti
El retrato de Francesco Giamberti es un cuadro del pintor italiano Piero di Cosimo, realizado en torno a 1485, que se encuentra en el Rijksmuseum de Ámsterdam.
Retrata al imaginero italiano Francesco Giamberti, fundador de una importante familia de arquitectos y artistas toscanos que tomaron el nombre de Sangallo, tal vez por la propiedad que tenía en la puerta de San Gallo en Florencia. Él era el padre de Giuliano da Sangallo y Antonio da Sangallo el Viejo, el abuelo de Antonio da Sangallo el Joven, Sebastián da Sangallo, y Francesco da Sangallo. Fue legnaioulo, tallador de mobiliario (incluso para los Médici, para quien compuso música, por lo que en la base se representa una partitura con notas pneumáticas) y probablemente también estuvo al servicio de Cosme el Viejo, así como del papado. 
En 1485 su hijo Giuliano encargó a Piero di Cosimo un famoso retrato doble de sí mismo y de su padre, quien para esa fecha ya estaba muerto, para lo que usó probablemente una máscara mortuoria. 
En la obra se percibe la tendencia al realismo propio del autor, manifestada por ejemplo en la prominencia de la vena en la sien del retratado o su oreja doblada por la acción del gorro, lo que aleja la figura del idealismo que se daba en otros pintores de la época.
Los pequeños detalles anecdóticos en los laterales de la obra reflejan la influencia del pintor Hugo van der Goes.